# WDIA
Koordinaten: 35° 16′ 5″ N, 90° 1′ 3″ W
WDIA ist ein Clear Channel Station aus Memphis, Tennessee.
Er war 1949 der erste Radiosender der USA, in dem Schwarze das Programm gestalteten und sich an ein ebensolches Publikum wendeten. WDIA bezeichnete sich Mitte der 1950er-Jahre als „The Mother Station of All Negroes“ oder auch als „The Goodwill Station“. WDIA etablierte sich lange Zeit als Medium der afroamerikanischen Gemeinschaft in den mittleren Südstaaten, ebenso wie es durch seine Musikauswahl entscheidend zur Verbreitung von Rhythm ’n’ Blues und Rock ’n’ Roll beitrug.
Heute gehört WDIA dem konservativen Branchenprimus iHeartMedia und sendet Urban Oldies/Classic Soul Format.
WDIA sendet auf Mittelwelle 1070 kHz. Sie ist eine Clear Channel Station und reduziert nachts ihre Sendeleistung von 50 kW auf 5 kW. WDIA wird von KJMS in Olive Branch auf UKW 101,1 MHz (100 kW) auf HD-2 simulcasted.

## Erste Jahre und die Entscheidung für ein „Schwarzes Radio“
Der Sender nahm 1947 seinen Betrieb auf und sendete mit einem schwachen Sender von 250 Watt die damals übliche Mischung Country, leichter Klassik und eingängiger Popmusik. Gegenüber etablierten Sendern mit ähnlichem Konzept und stärkeren Sendern konnte sich WDIA nicht durchsetzen und führte in den ersten Jahren ein Nischendasein in Memphis. Der damals revolutionäre Versuch kam erst zu Stande, als sie auch nicht in der Lage waren, den Sender für ein Angebot von 70.000 USD zu verkaufen.
Erster schwarzer DJ bei WDIA war der Lehrer und bewährte Beale-Street-Moderator Nat D. Williams, der am 25. Oktober 1948 mit der Sendung Tan Town Jamboree begann und später Brown America Speaks moderierte. Obwohl die Leitung der Sendung Wörter wie black oder negro vermied, um die weiße Führungsschicht in Memphis nicht zu provozieren, verstand sich Williams als explizit schwarzes Sprachrohr seiner Gemeinschaft. Bereits in seiner Vor-Radio-Zeit hatte Williams in der Memphis World regelmäßig zu den Problemen der Schwarzen im zu dieser Zeit strikt rassengetrennten Süden geschrieben. Auch im Radio thematisierte er dann Segregation, Unterschiede bei der Bezahlung, Arbeitsbedingungen von Schwarzen ebenso wie Polizeibrutalität gegen Schwarze. Gleichzeitig allerdings wiesen die weißen Eigentümer Jon Pepper und Bert Ferguson noch einige Jahre potenzielle Anzeigenkunden explizit darauf hin, dass sie nach Anzeigen bei WDIA „eventuell Schwarze Kundschaft bekommen könnten“.

## Erfolge
Der Erfolg dieser Sendung animierte die weißen Eigentümer Jon Pepper und Bert Ferguson von WDIA mehr Schwarze DJs einzustellen und ihr Programm auf diese Hörerschicht auszurichten. Im Herbst 1949 moderierten Schwarze alle Sendungen, das komplette Programm war auf diese Hörergruppe ausgerichtet. Wenige Monate später war WDIA der meistgehörte Sender in der Stadt, noch 1949 begannen andere Sender wie WEDR in Birmingham, Alabama das Konzept zu kopieren, mit WERD in Atlante begann noch im selben Jahr der erste Radiosender, der auch schwarze Eigentümer hatte. Bis 1955 entstanden in den USA eine dreistellige Zahl von Radiosendern, die sich vor allem an ein schwarzes Publikum wendeten. Die Sendungen wurden ausschließlich von Afro-Amerikanern moderiert, die fast alle vorher keine Erfahrung im Radiogeschäft hatten und so auf die gängigen Konventionen verzichteten. Sie kamen aus der Szene in Memphis und blieben mit ihr auch eng verbunden. Sämtliche Führungspositionen allerdings blieben in den Händen von Weißen.

## Geschichte

### Programmgestaltung 1949–1957
Unter anderem starteten B. B. King, Rufus Thomas, Martha Jean Steinberg, Bobby Bland und Arnold Moore ihre Karrieren bei WDIA. Der Sender sendete seit 1954 über einen 50.000-Watt-Sender und war somit über einen größeren Teil der Südstaaten erreichbar. Tagsüber erreichte das Programm so etwa 300.000 Schwarze, Nachts, wenn die Radiowellen weiter trugen, über eine Million. Das Programm und seine DJs war Vorbild für den Kriegsveteranen Dewey Philipps, der ein ähnliches Programm bei einem Weißen Radiosender spielen sollte. Mit Hilfe von viel Dreistigkeit und einem brennenden Mülleimer, gelang es ihm einen nächtlichen Moderatorenposten bei WHBQ in Memphis zu ergattern, wo er ein ähnliches Programm wie WDIA auflegte. In dieser Sendung spielte er dann einige Jahre später die erste Elvis-Presley-Single, die im Radio lief. Elvis selbst erschien 1956 bei einem Festival von WDIA. Im segregierten Süden jener Zeit ein Auftritt, der einiges an persönlichem Mut erforderte; hinter den Kulissen erzählte Elvis, dass WDIA sein wichtigster Kontakt mit Rhythm ’n’ Blues gewesen sei, da es damals fast unmöglich war als Weißer an die Orte zu kommen, in denen diese Musik gespielt wurde.

### Nach dem Verkauf 1957
Pepper und Ferguson verkauften den Sender 1957 für eine Million Dollar an Sonderling Broadcasting, der landesweit „schwarze“ Radiosender nach einem relativ uniformen Konzept ausrichtete. Der Sender verlor so den engen Anschluss an die Szene von Memphis und seine Rolle als Talentsucher. Wenn auch weit seltener als in den Jahren zuvor allerdings, konnte der Sender sich für die Belange der Afro-Amerikanischen Community einsetzen. So ging beispielsweise die Rettung des Lorraine Motels, in dem Martin Luther King ermordet wurde und seine Umwandlung in ein Bürgerrechtsmuseum, maßgeblich auf den WDIA-DJ Chuck Scruggs zurück.
1996 wurde WDIA an den Branchen-Riesen iHeartMedia verkauft.